# Satoshi Sakashita
Satoshi Sakashita (jap. 坂下 里士 Sakashita Satoshi; * 20. Dezember 1989 in Atsugi) ist ein ehemaliger japanischer Shorttracker.

## Werdegang
Sakashita trat international erstmals bei den Juniorenweltmeisterschaften 2005 in Belgrad in Erscheinung, wobei er den vierten Platz mit der Staffel errang. In der Saison 2006/07 kam er bei den Juniorenweltmeisterschaften 2007 in Mladá Boleslav auf den 67. Platz im Mehrkampf und gewann bei den Winter-Asienspielen 2007 in Changchun die Bronzemedaille mit der Staffel. In der folgenden Saison lief er im Weltcup über 500 m dreimal unter den ersten zehn und mit der Staffel in Heerenveen erstmals aufs Podest. Bei den Juniorenweltmeisterschaften 2008 in Bozen wurde er Siebter mit der Staffel und Sechster im Mehrkampf. In der Saison 2008/09 kam er in Dresden über 500 m letztmals im Weltcup aufs Podest und belegte bei den Juniorenweltmeisterschaften 2009 in Sherbrooke den 12. Platz im Mehrkampf sowie den achten Rang mit der Staffel. Außerdem wurde er bei den Teamweltmeisterschaften 2009 in Heerenveen Fünfter und holte bei den Weltmeisterschaften 2009 in Wien die Bronzemedaille mit der Staffel. In den folgenden Jahren belegte er bei den Weltmeisterschaften 2012 in Peking den vierten Platz mit der Staffel und bei seiner einzigen Teilnahme an Olympischen Winterspielen im Februar 2014 in Sotschi den 32. Platz über 1500 m sowie den neunten Rang über 500 m. Seinen letzten Weltcup absolvierte er im November 2017 in Shanghai, welchen er auf dem 25. Platz über 500 m beendete.

## Erfolge

### Olympische Spiele
- 2014 Sotschi: 9. Platz 500 m, 32. Platz 1500 m

### Shorttrack-Weltmeisterschaften
- 2009 Wien: 3. Platz Staffel
- 2012 Peking: 4. Platz Staffel

### Team-Weltmeisterschaften
- 2009 Heerenveen: 5. Platz

## Persönliche Bestleistungen
| Disziplin | Zeit         | Datum             | Ort      |
| --------- | ------------ | ----------------- | -------- |
| 500 m     | 40,711 s     | 16. November 2014 | Montreal |
| 1000 m    | 1:27,134 min | 13. Februar 2015  | Erzurum  |
| 1500 m    | 2:15,312 min | 14. Februar 2015  | Erzurum  |